# Hylemeridia majuscula
Hylemeridia majuscula är en fjärilsart som beskrevs av Louis Beethoven Prout 1915. Hylemeridia majuscula ingår i släktet Hylemeridia och familjen mätare. Inga underarter finns listade i Catalogue of Life.